# Ninohe
Ninohe (jap. 二戸市 Ninohe-shi) – miasto w Japonii, na wyspie Honsiu, w prefekturze Iwate. Ma powierzchnię 420,42 km². W 2020 r. mieszkało w nim 25 513 osób, w 10 519 gospodarstwach domowych  (w 2010 r. 29 702 osoby, w 10 824 gospodarstwach domowych) .

## Położenie
Miasto leży w północnej części prefektury. Graniczy z miastem Hachimantai oraz kilkoma miasteczkami.

## Historia
Miasto powstało 1 kwietnia 1972 roku.